# Dictionnaire des guérilleros et résistants antifranquistes

Logo officiel.

1936-1975 Los de la sierra, dictionnaire des guérilleros et résistants antifranquistes est une encyclopédie en ligne réunissant des notices biographiques de militants antifranquistes, la plupart inconnus des dictionnaires généralistes de grande diffusion.

## Un dictionnaire des anonymes
Disponible en ligne depuis 2006, ce dictionnaire est initié par l'historien libertaire Antonio Téllez Solá en collaboration avec Rolf Dupuy du Centre international de recherches sur l'anarchisme (Marseille).
Du début de la guerre civile espagnole en 1936, jusqu'à la mort de Francisco Franco en 1975, ce dictionnaire réunit de courtes biographies des combattants de la guérilla et de la résistance anti-franquiste.
Le dictionnaire met en lumière des trajectoires de vies souvent anonymes, de femmes et d'hommes de toutes tendances politique : anarchistes, communistes, socialistes, sans appartenance partisane, qui ont participé activement à la lutte contre la dictature.